# Acanthistius sebastoides
Acanthistius sebastoides, thường được gọi là Koester trong tiếng Anh, là một loài cá biển thuộc chi Acanthistius trong họ Cá mú. Loài này được mô tả lần đầu tiên vào năm 1861.

## Phân bố và môi trường sống
A. sebastoides có phạm vi phân bố tương đối rộng rãi ở vùng bờ biển phía nam của châu Phi. Chúng được tìm thấy từ vùng biển Namibia vòng qua phía nam đến Đông London, cộng hòa Nam Phi. A. sebastoides sống xung quanh các rạn san hô, giữa các kẽ đá hoặc trong các hang động, ở độ sâu được ghi nhận là khoảng 1 – 20 m.

## Mô tả
A. sebastoides trưởng thành đạt kích thước khoảng 35 cm. Đầu và cơ thể phủ chi chít những đốm chấm màu nâu cam, với những mảng đốm màu nâu rải rác khắp thân. Cuống đuôi màu trắng có một dải màu đen nằm gần vây đuôi; giữa dải đen đó và vây đuôi màu xám đen là một dải màu xám. Vây hậu môn màu xám đen, vây bụng màu vàng sẫm.
Số gai ở vây lưng: 11 - 13; Số vây tia mềm ở vây lưng: 15 - 17; Số gai ở vây hậu môn: 3; Số vây tia mềm ở vây hậu môn: 7 - 8; Số vây tia mềm ở vây ngực: 18 - 19.
Thức ăn chủ yếu của loài này là các loài giáp xác, mực và cá nhỏ hơn. Loài này khá nhút nhát. Thịt của loài này được đánh giá là khá ngon.